# Factor-P
Factor-P va ser una facturadora de finals dels anys 60.considerat la primera facturadora electrónica fabricada a Espanya. El disseny era un derivat directe d'un treball de ELCOMA (Laboratori de Philips a Eindhoven).Va ser llançat al mercat el 1967 per l'empresa catalana Telesincro. Va aconseguir el premi L.A. Petit Herrera l'any 1968 i va ser el tercer ordinador més venut en el mercat espanyol l'any 1972. A aquest model, el van seguir una sèrie de productes que incloïen millores i també anomenats Factor: el Factor-Q i el Factor-R.
Posteriorment Telesincro va fer molts més productes. Vegeu Wikipedia Telesincro.

## Característiques
Els FACTOR incorporaven una de les tecnologies punta de l'època, mòduls digitals de segona generació, i van tenir inicialment un gran èxit de vendes fet que els va permetre evolucionar.El Factor-Q, de 1968, incorporava una memòria central de nuclis de ferrita amb 16 registres de 16 dígits cadascun. Finalment, l'últim model de la gamma, el Factor-S, va ser llançat el 1971. Era l'època dels miniordinadors i aquest s'hi podia considerar entre ells. Es componia de tres mòduls separats: una unitat de procés amb memòria de 2 Kbytes, una reserva de memòria d'accés ràpid de 16 o 32 Kbytes i els perifèrics d'entrada i sortida de dades (cassets, impressora, lector de fitxes de banda magnètica i teclat).

## Aplicacions
Existeix una gran quantitat de diferents i freqüents finalitat per les quals estava preparat el Factor-P, que podia arribar a efectuar diferents tasques. Entre aquestes aplicacions, en destaquen principalment les següents:
- Facturació: a partir dels registres de diversos factors constants (preus, descomptes, etc.), els ordinadors Factor efectuaven automàticament tots els càlculs i la seva inscripció. Així, podien arriba a realitzar de forma automàtica el diari de vendes, l'actualització de comptes de clients, el càlcul de comissions, etc.
- Comptabilitat: els ordinadors poden arribar a desenvolupar un pla comptable, oferint informació comptable totalment actualitzada amb detalls analítics cabdals per a la gestió financera.
- Gestió de stock: consisteix en l'inventari permanent (informació de l'existència de cada article i el seu valor de cost) i en el control de stock mínim.
- Nòmines: els ordinadors Factor efectuaven el càlcul de salaris a base de dades fixes i variables, l'addició i càlcul d'hores extra, la deducció d'impostos i molts altres indicadors rellevants.
- Estadístiques: gràcies a la capacitat de memòria dels ordinadors, era possible la proporció d'informació estadística de gran valor a partir de les dades emmagatzemades.

## Història
L'any 1966, en un moment de bonança econòmica pel negoci de Telesincro, l'empresa va crear l'anomenat Factor-P, el qual, com ha estat indicat, comptava amb una màquina d'escriure d'IBM i una unitat electrònica que realitzava les operacions necessàries per tal d'imprimir factures. Ha estat des de llavors considerat el primer ordinador que es va fabricar a Espanya −o, si més no, la primera màquina electrònica sofisticada amb programari fabricat a Espanya i "amb una tecnologia fortament influenciada per Phillips", tal com ha afirmat Jordi Vidal, un dels principals responsables de l'empresa i de la innovació tecnològica en qüestió.
Empreses mitjanes a nivell nacional i internacional van començar a adquirir els models Factor que es van anar fabricant, competint amb facturadores d'Olivetti (Mercator) i altres. IBM especialitzada llavors en ordinadors de més grans dimensions dirigits a grans empreses (Renfe havia comprat el model 650 el 1959, el primer en arribar a Espanya), cosa que no el convertia en una competència directa.

## Successors
Tal com ha estat esmentat prèviament, al Factor-P el van succeir un seguit d'ordinadors que, partint de les característiques tècniques de l'original, incloïen millores. Aquests, seguint amb la nomenclatura del primer aparell, van ser anomenats Factor-Q, Factor-R i Factor-S.

### Factor-Q
Amb l'objectiu de millorar l'experiència tecnològica que podia proporcionar el Factor-P, l'any 1968 Telesincro va treure'n un model més avançat amb el nom de Factor-Q. Aquesta nova versió de l'ordinador destaca per una memòria central de nuclis de ferrita amb 32 registres de 16 dígits cadascun (tot i que aquest darrer nombre pot augmentar a partir d'una reducció dels dígits assignats a cada un d'ells) i una memòria opcional de 3200 posicions de 6 bits per a l'emmagatzematge de constants alfanumèriques (per exemple, nom i preu d'articles, condicions de pagament, etc.). A més, també presentava altres funcions com una impressora alfanumèrica amb major velocitat que la primera, de la mateixa manera que un doble introductor automàtic de formularis i un perforador de cinta de vuit canals.

### Factor-R
Poc després del llançament de Factor-Q, Telesincro va procedir al desenvolupament d'una versió millorada: el Factor-R. Aquest, a diferència de l'anterior, presenta una memòria central de nuclis de ferrita amb 64 registres de 16 dígits cadascun. A més d'aquestes propietats tècniques, també inclou un capçal magnètic per a la lectura-gravació de formularis amb banda magnètica (el suport de la informació alafanumèrica) amb capacitat de fins a 464 posicions de 4 bits per cada costat del document.

### Factor-S
El següent model que va sortir a la llum de les mans de Telesincro fou el Factor-S, el primer ordinador de disseny completament nacional amb un programari i funcions molt avançades. En comparació amb els models anteriors, resulta molt diferent i innovador. El Factor-S, tenía emmagatzematge de programes i dades en la mateixa memória (com qualsevol ordinador modern). Amb una petita memòria central d'entre 2 fins a 8 kilobytes, complementada per una memòria externa de 32 a 128 kilobytes. Tal com va afirmar un dels fundadors de l'empresa i responsables de la creació d'aquests ordinadors, Joan Majó, les innovacions que presentava el Factor-S van incloure un autèntic precursor del disc dur a Europa, totalment absent entre la competència del seu nivell, i que va trigar onze anys en ser un component normal i freqüent en petits equips". A més, emmagatzemava molta més informació que els recentment apareguts cassets.
El Factor-S, de fet, ja presentava un sistema operatiu, creat per Ramón Tortajada, més d'una dècada abans que el MS-DOS comercialitzat per Microsoft. A més, estèticament, imitava l'aparença de l'innovador IBM 360, cosa que el feia molt atractiu a nivell comercial (cal saber que, durant aquests anys, altres empreses com Philips, Nixdorf, Kienzle i Logabax van començar a desenvolupar els seus propis ordinadors).
Tot i que, cap al 1972, Telesincro tenia ja un 16% del mercat espanyol i ocupava el tercer lloc en vendes d'ordinadors d'oficina a Espanya, el 1976 va tenir lloc una greu crisi de vendes que va portar a l'empresa Telesincro a ser absorbida per Secoinsa (Societat Espanyola de Comunicacions i Informàtica, SA), acabant per ser comprada per Bull el 1986.